# Augusta de Hesse-Cassel
La princesse Augusta de Hesse-Cassel (allemand : Auguste Wilhelmine Luise von Hessen-Kassel (25 juillet 1797 - 6 avril 1889) est la femme d'Adolphe de Cambridge, le 10e enfant et 7e fils de George III et Charlotte de Mecklembourg-Strelitz.

## Jeunesse
La princesse Augusta de Hesse-Cassel, troisième fille de Frédéric de Hesse-Cassel-Rumpenheim, et de sa femme, la princesse Caroline de Nassau-Usingen, est née au château de Rumpenheim, à Offenbach-sur-le-Main, en Hesse le 25 juillet 1797. Du côté de son père, elle est l'arrière-petite-fille de George II, son grand-père ayant épousé la fille de George II, Marie de Grande-Bretagne. Le frère aîné de son père est Guillaume IX de Hesse. En 1803, son oncle Guillaume IX de Hesse est élevé au titre d'électeur de Hesse - de sorte que la totalité de la branche de la dynastie de Hesse-Cassel monte dans la hiérarchie. Elle est la tante de la reine de Danemark Louise de Hesse-Cassel, donc la grand-tante de la princesse Alexandra de Danemark, princesse de Galles, de la tsarine Dagmar de Danemark, du roi des Hellènes Georges Ier de Grèce, du roi Frédéric VIII de Danemark et de la duchesse de Hanovre Thyra de Danemark.

## Mariage
En Allemagne d'abord, le 7 mai 1818, à Cassel, puis, en Grande-Bretagne, selon le rite britannique, le 1er juin 1818, au palais de Buckingham, la princesse Augusta épouse son cousin, Adolphe de Cambridge, duc de Cambridge, lorsqu'elle a 20 ans et lui 44 ans. À leur mariage, Augusta prend le titre de duchesse de Cambridge. Le duc Adolphe et la duchesse Augusta de Cambridge ont trois enfants.
De 1818 jusqu'à l'accession au trône britannique de la reine Victoria, et la séparation consécutive des couronnes britanniques et de Hanovre en 1837, la duchesse de Cambridge vit à Hanovre, où le duc sert en tant que vice-roi au nom de ses frères, George IV et Guillaume IV. En 1827, sur la demande des villageois, Augusta autorise qu'un nouveau village de colonisation, fondé le 3 mai 1827 servant à la culture au sud de Bremervörde, porte son nom. Le 19 juin l'administration informe les villageois que la duchesse a approuvé le nom choisi, Augustendorf, pour leur commune (depuis 1974, c'est une localité de Gnarrenburg). En 1840, le duc et la duchesse de Cambridge retournent en Grande-Bretagne, où ils vivent à Cambridge Cottage, Kew, et plus tard au palais St. James. La duchesse de Cambridge survit à son mari pendant 39 années.
En 1872, elle est une des marraines de la princesse Alix de Hesse-Darmstadt, future tsarine de Russie. 
Elle meurt à 91 ans le 6 avril 1889. A l'annonce de son décès, la reine Victoria, âgée de 70 ans et ayant fêté brillamment son jubilé de 50 ans de règne aurait fait part à son entourage de cette réflexion : « Voici qu'est morte la dernière personne qui pouvait encore m'appeler Victoria ». 
La duchesse de Cambridge est inhumée dans l'église Sainte-Anne à Kew, en face de sa dernière maison. Plus tard sa dépouille, avec celle de son mari, est exhumée et transférée à la chapelle Saint-Georges de Windsor. 

## Enfants
Le duc et la duchesse de Cambridge ont eu trois enfants :
- George (26 mars 1819 - 17 mars 1904) marié morganatiquement en 1847 à Sarah Louisa Fairbrother
- Augusta (19 juillet 1822 - 4 décembre 1916) marié en 1843 à Frédéric-Guillaume de Mecklembourg-Strelitz, grand-duc de Mecklembourg-Strelitz.
- Marie-Adélaïde (27 novembre 1833 - 27 octobre 1897) mariée en 1866 à François de Wurtemberg, duc de Teck, mère de Mary de Teck, femme de George V.

## Titulature et distinctions

### Titres
- 25 juillet 1797 – 7 mai 1818 : Son Altesse sérénissime la princesse Augusta Wilhelmina Louisa de Hesse[1]
- 7 mai 1818 – 6 avril 1889 : Son Altesse Royale la duchesse de Cambridge

### Distinctions
- 1878 : dame de l'ordre de la Couronne d'Inde
- 7 juin 1884 : dame de l'ordre de Sainte-Catherine